# Klara Lust
Klara Lust är en svensk film från 1972 med regi och manus av Kjell Grede. I rollerna ses bland andra Brasse Brännström, Gunilla Olsson och Carl-Gustaf Lindstedt.

## Om filmen
Inspelningen ägde rum mellan den 7 juni och 15 augusti 1971 i Stocksund. Producent var Göran Lindgren, fotograf Lasse Björne och klippare Lars Hagström. Filmen premiärvisades den 18 februari 1972 på biografen Grand i Stockholm.
Filmen har visats i SVT1 2013, 2014 samt i juni 2018.

## Rollista
- Lasse Brännström – Helge Andersson, fabriksarbetare
- Gunilla Olsson – Klara Larsson, även kallad Klara Lust
- Carl-Gustaf Lindstedt – Wilhelm Larsson, den mäktige, Klaras far
- Agneta Prytz – Helges mor
- Ulla-Britt Norrman – Britt-Marie, kallad Murva
- Harald Merseburg – Erik, Murvas son
- Conny Larsson – Sonny, Klokdåren
- Carl-Olof Alm – Olle, Klaras älskare
- Gösta Prüzelius – Helges far
- Elisabeth Grönqvist – naken flicka med soppa
- Marie Isedal – kiosktant
- Fylgia Zadig – vän till Helges mor
- Brita Billsten – vän till Helges mor
- Ingvar Lagergren – pojke med en kniv
- Karin Andersson – kvinna som får en tavla
- Henrik Sköld – man som får en tavla
- Gottfrid Malm – Klokdårens pappa
- Elisabet Höglund – blind kvinna
- Harald Klein – hennes son
- Bertil Eriksson – man som snyter sig vid middagen
- Sven Cederö – grävskopsmaskinist
- Rozita Auer – Rosmarie, naken magdansös